# Henryk z Badewide
Henryk z Badewide (lub Badwide; zm. ok. 1164) – saski hrabia Botwide (po 1149 roku) oraz Ratzeburga (po 1156 roku).
Henryk pochodził z rycerskiej rodziny z Lüneburga. Miał dwóch braci – Helmolda i Volrada. Poślubił krewną Waldemara I Wielkiego.
Następujący po Henryku X Pysznym na tronie księstwa Saksonii Albrecht Niedźwiedź mianował Henryka grafem Holsztyna. Tytuł ten przypadł jednak niebawem Adolfowi II Holsztyńskiemu. Gertruda z Süpplingenburga przyznała Henrykowi ziemie w Wagrii, na wschód od Holsztyna. W odpowiedzi na najazd obodryckiego księcia Przybysława Henryk zorganizował kampanię odwetową, która zdewastowała ziemie wokół Plönu, Lütjenburga i Oldenburga oraz pomiędzy Schlawą, Trawną a Bałtykiem. Jako że najazd nie przyniósł zdobyczy terytorialnych w 1139 roku nastąpił kolejny atak, w którym zdobyto Plön.
Henryk wadził się z Adolfem II Holsztyńskim o Wagrię i Holsztyn, co doprowadziło do mediacji Henryka Lwa. W jej wyniku Adolf zyskał Wagrię oraz Segeberg, a Henryk ziemie Połabian oraz Ratzeburg. Do nowo utworzonego hrabstwa Ratzeburga należały także grody - Boitin, Gadebusch, Wittenburg oraz Boizenburg. Graf metodycznie wysiedlał Słowian, a na ich miejsce przyjmował osadników z Westfalii.
Otrzymał tytuły komesa Połabian (łac. comes polaborum; 1154), grafa Ratzeburga (1156), a także wójta Ratzeburga (1162). Po śmierci w 1164 roku hrabstwo przypadł jego synowi Bernhardowi.